# Heterogaster urticae
Heterogaster urticae är en insektsart som först beskrevs av Fabricius 1775. Enligt Catalogue of Life ingår Heterogaster urticae i släktet Heterogaster och familjen Heterogastridae, men enligt Dyntaxa är tillhörigheten istället släktet Heterogaster och familjen fröskinnbaggar. Enligt den finländska rödlistan är arten nationellt utdöd i Finland. Arten är reproducerande i Sverige. Artens livsmiljö är ruderatmarker, vägrenar och banvallar. Inga underarter finns listade i Catalogue of Life.

## Bildgalleri

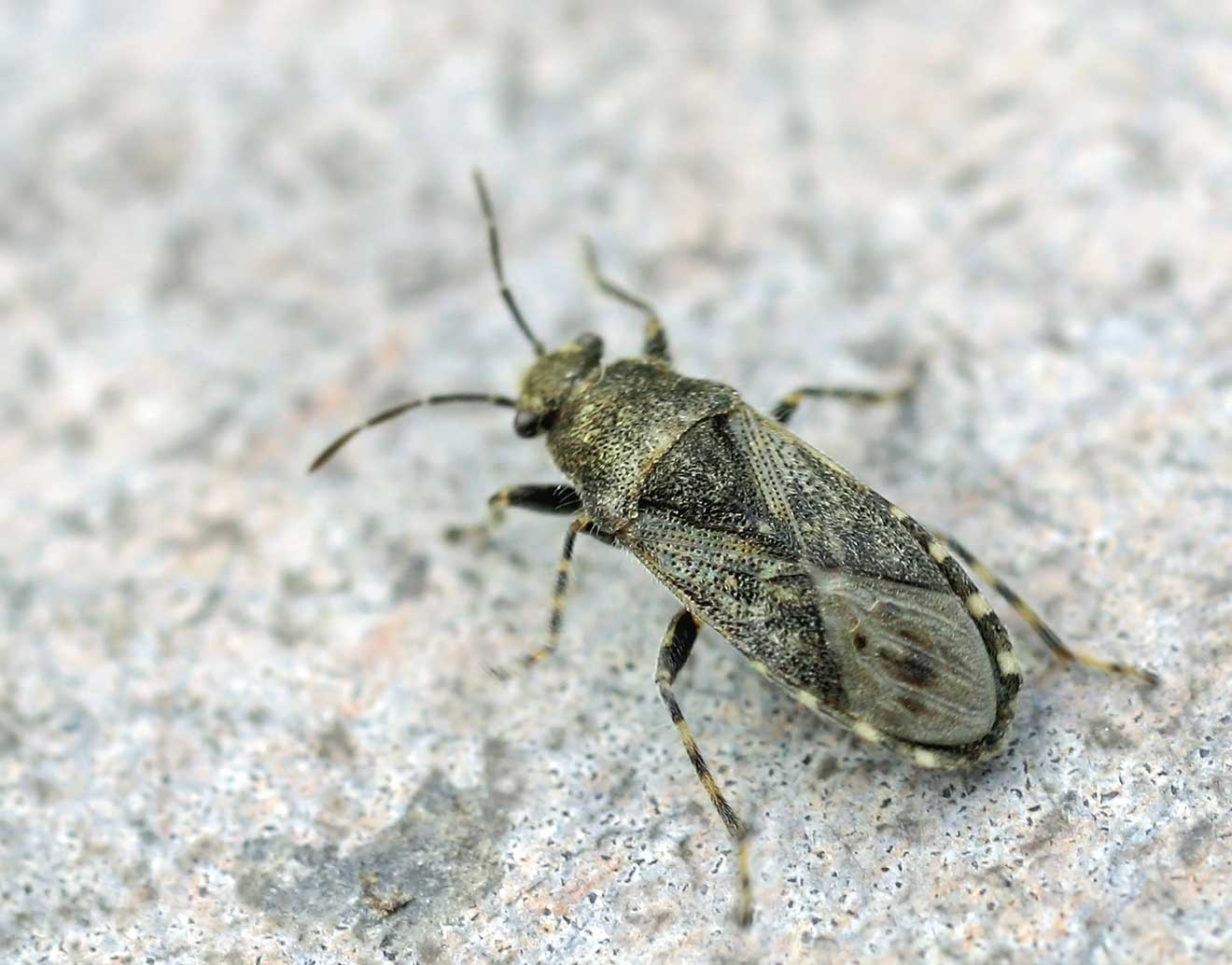